# George Huntston Williams
George Huntston Williams (auch George Hunston Williams; * 7. April 1914 in Huntsburg, Ohio; † 6. Oktober 2000 in Cambridge (Massachusetts)) war einer der bedeutendsten unitarischen Theologen des 20. Jahrhunderts.

## Leben und Wirken
George H. Williams war Professor für unitarische Theologie an der Divinity School der Harvard University. Er ist besonders durch seine historischen Arbeiten hervorgetreten. Neben einer Geschichte der Divinity School (1954), die 1826 von unitarischen Theologen gegründet wurde und die später eine der weltberühmtesten Theologenschulen wurde, schrieb Williams vor allem die Geschichte der sogenannten Radikalen Reformation und die Geschichte der Polnischen Brüder, die sich auch als Sozinianer bezeichneten. Williams wurde dadurch zu dem großen Erschließer der Radikalen Reformation und der Darsteller des großen unitarischen Einflusses auf die europäisch-amerikanische Geistes- und Kulturgeschichte. Er fungierte auch als erster Vorsitzender der Lebensrechtsorganisation Americans United for Life.
1953 wurde Williams in die American Academy of Arts and Sciences gewählt.
1985 kam George H. Williams auf Einladung der Deutschen Unitarier zu der ersten deutschen wissenschaftlichen Tagung zur Unitarismusforschung nach Hamburg und hielt dort einen Vortrag zum Thema Unterschiede zwischen dem polnischen und dem siebenbürgisch-ungarischen Unitarismus und ihre Ursachen.

## Werke
- The Polish Brethren : Documentation of the History and Thought of Unitarianism in the Polish-Lithuanian Commonwealth and in the Diaspora 1601–1685. Scholars Press, 1980, ISBN 0-89130-343-X.
- The Radical Reformation, 1962, ISBN 0940474158.
- Unterschiede zwischen dem polnischen und dem siebenbürgisch-ungarischen Unitarismus und ihre Ursachen. In: Wolfgang Deppert, Werner Erdt, Aart de Groot (Hrsg.): Der Einfluß der Unitarier auf die europäisch-amerikanische Geistesgeschichte. Peter Lang Verlag, Frankfurt am Main / Bern / New York / Paris 1990, ISSN 0930-4118, ISBN 3-631-41859-0, S. 33–57.

| Personendaten    | Personendaten             |
| ---------------- | ------------------------- |
| NAME             | Williams, George Huntston |
| ALTERNATIVNAMEN  | Williams, George Hunston  |
| KURZBESCHREIBUNG | unitarischer Theologe     |
| GEBURTSDATUM     | 7. April 1914             |
| GEBURTSORT       | Huntsburg, Ohio           |
| STERBEDATUM      | 6. Oktober 2000           |
| STERBEORT        | Cambridge (Massachusetts) |